# Microsechium helleri
Microsechium helleri là một loài thực vật có hoa trong họ Cucurbitaceae. Loài này được (Peyr.) Cogn. mô tả khoa học đầu tiên năm 1881.